# Ponte dos Descalços
A Ponte dos Descalços (Ponte degli Scalzi em italiano) é uma ponte da cidade de Veneza, que junto com a Ponte de Rialto, a Ponte da Academia e a Ponte da Constituição são as quatro únicas pontes que atravessam o Grande Canal.
Também é designada Ponte da Estação ou Ponte da Ferrovia devido à proximidade à estação ferroviária de Santa Lúcia.
A construção começou a 4 de maio de 1932 segundo projeto do engenheiro Eugenio Miozzi (1889-1979). Foi inaugurado a 28 de outubro de 1934. É uma ponte de um único arco de pedra da Ístria. Substituiu uma anterior ponte em ferro construída em 1858.